# Seevetal
Seevetal ist eine Gemeinde im Landkreis Harburg in Niedersachsen. Sie ist benannt nach dem Fluss Seeve. Seevetal ist die bevölkerungsreichste Gemeinde im Landkreis Harburg und auch die bevölkerungsreichste Gemeinde Deutschlands, die nicht den Titel Stadt trägt. Seevetal hat administrativ den Status einer selbständigen Gemeinde.

## Geographie

### Lage und Verkehr
Seevetal grenzt südlich an Hamburg, rund 20 Kilometer von der Innenstadt entfernt, östlich der Harburger Berge. Die nördlichen Gemeindeteile Bullenhausen und Over liegen am südlichen Elbufer.
Die Gemeindeteile Maschen (A 39), Hittfeld (A 1), Fleestedt, Ramelsloh und Ohlendorf (A 7) verfügen über Autobahnanschlussstellen. An dem nach dem Gemeindeteil Horst benannten Autobahndreieck „Horster Dreieck“ treffen sich die A 7 und die A 1, die A 1 und die A 39 kreuzen sich am „Maschener Kreuz“. Allerdings wirken die vielen Straßen auch landschaftszerschneidend.
Seevetal liegt im Tarifgebiet des Hamburger Verkehrsverbundes (HVV) und verfügt über drei Bahnhöfe: Hittfeld an der Bahnstrecke Wanne-Eickel–Hamburg sowie Meckelfeld und Maschen an der Bahnstrecke Lehrte–Hamburg-Harburg. Die Züge verkehren in der Regel stündlich und werden von der metronom Eisenbahngesellschaft mit E-Loks und Doppelstockwagen betrieben. In Maschen besteht mit dem Maschener Rangierbahnhof seit 1977 der größte Rangierbahnhof Europas. Zwischen 2002 und 2010 wurden alle drei Bahnhöfe im Rahmen künstlerischer Aktionen der Gemeinde Seevetal zu Bunten Bahnhöfen umgestaltet.
Die Gemeindeteile Fleestedt und Meckelfeld sind an das Stadtbusnetz der Hamburger Hochbahn angebunden. Einzelne Stadtbusse verkehren nach Beckedorf und Woxdorf sowie Groß Moor. Die übrigen Gemeindeteile werden von Bussen der KVG Stade angefahren. Die wichtigsten Linien führen von Hamburg-Harburg über Hittfeld nach Hanstedt und nach Bullenhausen-Over. Der Südosten der Gemeinde ist von Harburg aus durch Umsteigen in Maschen oder Hittfeld zu erreichen. Die Verbindungen zum Mittelpunkt Hittfeld sind aus dem Nordosten der Gemeinde unzureichend. Keinen direkten ÖPNV-Anschluss haben kleinere Orte wie Eddelsen, Plumühlen, Hörsten und Friesenwerdermoor.
Als zusätzliches Angebot subventioniert die Gemeinde ein Anruf-Sammel-Taxi (AST), mit dem kostengünstig nahezu alle Orte der Gemeinde erreicht werden können.

### Gemeindegliederung
Seevetal wird durch unterschiedliche Gemeindeteile mit Kleinstadtmilieu oder mit Dorfcharakter geprägt. Die 19 Gemeindeteile bilden sechs Ortschaften:
| - Fleestedt, Glüsingen, Beckedorf, Metzendorf - Hittfeld, Emmelndorf, Helmstorf, Lindhorst - Maschen, Horst, Hörsten - Meckelfeld, Klein-Moor - Over, Bullenhausen, Groß-Moor - Ramelsloh, Ohlendorf, Holtorfsloh |

Sitz der Verwaltung ist in Hittfeld.
Des Weiteren befinden sich in Seevetal die Orte Eddelsen, Glüsingen-Jehrden, Karoxbostel, Lindhorster Heide, Siedlung Emmelndorf, Sunderberge, Waldesruh und Woxdorf sowie die Gehöfte Freschenhausen, Friesenwerdermoor, Herrendeich, Plumühlen, Waldhof, Weide und Wittenberg.

## Geschichte
Seevetal wurde am 1. Juli 1972 durch den Zusammenschluss von früher 19 selbstständigen Gemeinden gebildet. Der Gemeindename war eine Neuschöpfung und beruht auf dem die Gemeinde durchfließenden Fluss Seeve. Vor Gründung waren auch die Namen Süderstedt sowie Seevestedt/-stadt in der Diskussion.
Seevetal betreibt ein Gemeindearchiv in der Ortsverwaltung von Meckelfeld. Hier werden Altakten, Bücher und Ortschroniken, die über die Dörfer der Gemeinde berichten, katalogisiert und verwahrt. Zu dem Bestand gehören auch viele Bilder, die dokumentieren, wie sich Orte und Landschaften im Laufe der Zeit verändert haben. Die Dokumente und Bilder können öffentlich eingesehen werden. Unterstützt wird das Archiv durch einen Arbeitskreis von Heimatforschern, der ehrenamtliche Hilfe leistet.
Im Juli 2022 erschien zum 50-jährigen Bestehen Seevetals das vom Gemeindearchiv erarbeitete Jubiläumsbuch 50 Jahre Gemeinde Seevetal. Politik – Verwaltung – Leben, das viele Facetten der Kommunalgeschichte thematisiert.
In Maschen, Horst und Hörsten gibt es mit dem „Hallonen-Rundweg“, benannt nach dem bewaldeten Hügelgelände „Die Hallonen“ in Maschen, insgesamt 16 Schautafeln (Stand 05/2018) zu sehen, auf denen historische Stätten, alte Höfe, Denkmäler und seltene naturkundliche Merkmale der jeweiligen Orte zu entdecken sind.
Im Januar 2021 wurde in einem Waldgebiet bei Seevetal ein vergrabenes Materiallager mit Schriftstücken und Chemikalien der Revolutionären Zellen (RZ) gefunden. Inhalt und Kunststofffass sollen im Polizeimuseum Niedersachsen ausgestellt werden (Stand: Juli 2021).

## Jubiläum
Am 1. Juli 2022 feierte die Gemeinde Seevetal ihr 50-jähriges Bestehen. Zu diesem Anlass erschien das vom Gemeindearchiv erarbeitete Jubiläumsbuch 50 Jahre Gemeinde Seevetal. Politik – Verwaltung – Leben, das viele Facetten der Kommunalgeschichte thematisiert.

## Einwohnerentwicklung und Bevölkerung

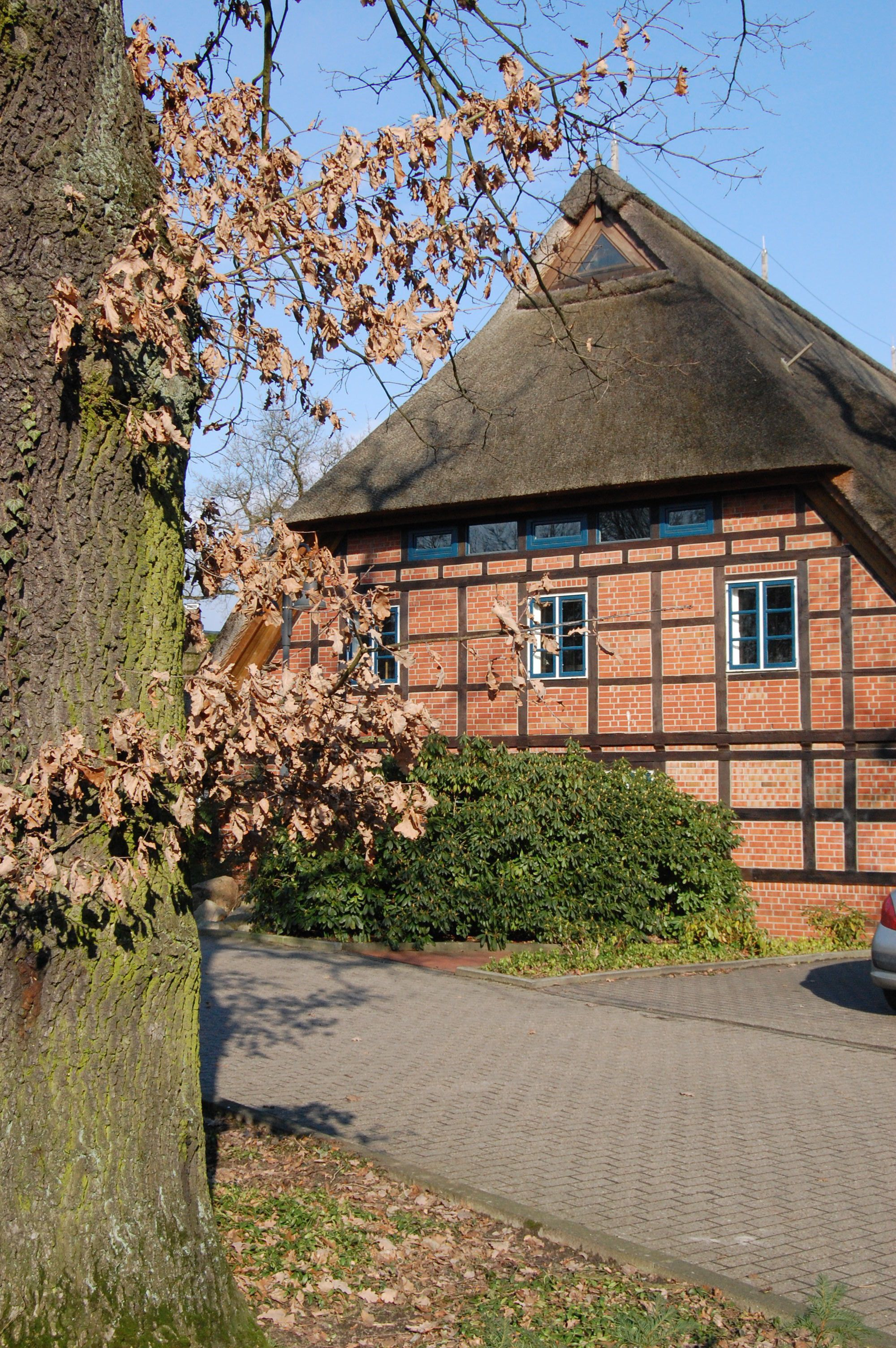
Bücherei in Meckelfeld

Einwohner der Gemeinde Seevetal gemäß Landesamt für Statistik (ab 2011).
| Jahr | Einwohner |
| ---- | --------- |
| 2011 | 39.921    |
| 2012 | 39.869    |
| 2013 | 40.159    |
| 2014 | 40.463    |
| 2015 | 40.949    |
| 2016 | 41.234    |
| 2017 | 41.260    |

(Bevölkerungsfortschreibung auf Basis des Zensus 2011, Stand jeweils zum 31. Dezember, Quelle: Niedersächsisches Landesamt für Statistik. Bis 2010 wurden die Daten der Volkszählung 1987 verwendet, daher ist die Vergleichbarkeit mit den Jahren vor 2011 eingeschränkt.)

## Politik

### Wahlkreise
Seevetal gehört zum Landtagswahlkreis 51 Seevetal und zum Bundestagswahlkreis 36 Harburg.

### Gemeinderat
Dem Rat der Gemeinde Seevetal gehören 40 Mitglieder an. Dies ist die festgelegte Anzahl für eine Einheitsgemeinde mit einer Einwohnerzahl zwischen 40.001 und 50.000 Einwohnern. Sitz und Stimme im Rat hat außerdem die hauptamtliche Bürgermeisterin.
Die Ratsmitglieder werden durch eine Kommunalwahl für jeweils fünf Jahre gewählt. Die aktuelle Amtszeit begann am 1. November 2021 und endet am 31. Oktober 2026. Die Kommunalwahl 2021 ergab folgende Sitzverteilung:
| \| Partei \| Sitze \| Veränderung \| \| ------ \| ----- \| ----------- \| \| CDU \| 13 \| ±0 \| \| SPD \| 09 \| −1 \| \| FWG \| 06 \| ±0 \| \| Grüne \| 06 \| +2 \| \| FDP \| 03 \| +1 \| \| Linke \| 01 \| ±0 \| \| AfD \| 02 \| −2 \| | Sitzverteilung im GemeinderatInsgesamt 40 Sitze - Linke: 1 - SPD: 9 - Grüne: 6 - FDP: 3 - FWG: 6 - CDU: 13 - AfD: 2 | Gemeinderatswahl Seevetal 2021Wahlbeteiligung: 55,13 % (+3,13 %p) %403020100 32,74 %21,97 %15,34 %15,76 %6,97 %1,57 %4,36 %0,54 %0,27 %0,48 % CDUSPDFWGcGrüneFDPLinkeAfDLKRBL KlimaiEwv. FärberjGewinne und Verlusteim Vergleich zu 2016 %p 6 4 2 0 −2 −4 −6−1,06 %p−3,23 %p+1,04 %p+5,26 %p+1,87 %p−0,63 %p−4,54 %p+0,54 %p+0,27 %p+0,48 %pCDUSPDFWGGrüneFDPLinkeAfDLKRBL KlimaEwv. FärberAnmerkungen:c FW FREIE-WÄHLER-Gemeinschaft Landkreis Harburg e. V. (2016: Freie Wähler Seevetal e. V.)i Bürgerliste Klimaj Einzelwahlvorschlag Tim Färber |
| Partei | Sitze | Veränderung |
| CDU | 13 | ±0 |
| SPD | 09 | −1 |
| FWG | 06 | ±0 |
| Grüne | 06 | +2 |
| FDP | 03 | +1 |
| Linke | 01 | ±0 |
| AfD | 02 | −2 |

### Bürgermeisterin
Hauptamtliche Bürgermeisterin ist seit November 2021 Emily Weede (CDU). Sie hatte sich in der Stichwahl am 26. September mit 56,97 % der Stimmen gegen Manfred Eertmoed (SPD) durchgesetzt.
Ehemalige Bürgermeister und Gemeindedirektoren
Die Gemeinde Seevetal wurde 1972 gegründet. Bis 1997 gab es eine Doppelspitze aus ehrenamtlichem Bürgermeister, der repräsentativ wirkte und einem Gemeindedirektor, der die Verwaltung leitete. Seit 1997 werden diese beiden Funktionen durch den hauptamtlichen Bürgermeister in einer Person ausgeführt.
Ehrenamtliche Bürgermeister:
- Hermann Meyer (CDU) (1972–1984)
- Horst Schneemann (CDU) (1984–1997)

Gemeindedirektoren:
- Hans Joachim Röhrs (1972–1978)
- Hermann Schaller (1978–1991)
- Rainer Timmermann (1991–1997)

Hauptamtliche Bürgermeister:
- Rainer Timmermann (CDU) (1997–2005)
- Günter Schwarz (SPD) (2005–2013)
- Martina Oertzen (CDU) (2013–2021)
- Emily Weede (CDU) (seit 2021)

Eine „Ahnengalerie“ mit entsprechenden Bildern zu den genannten Personen befindet sich im Rathaus im Foyer im ersten Stock.

### Wappen
| Wappen von Seevetal | Blasonierung: „Die Gemeinde führt als Wappen in grün eine silberne (weiße) Wellenleiste, begleitet oben von einem linkshin stehenden goldenen (gelben) Löwen, unten von einem silbernen (weißen) Mühlstein mit 19 Segmenten und einem schwarzen Mühleisen.“ |
| Wappen von Seevetal | Wappenbegründung: Der grüne Wappengrund steht für das Tal, durch das die Seeve fließt, welche durch den Wellenbalken symbolisiert wird. Der Löwe wurde dem Wappen von Denkmal Heinrich des Löwen in Braunschweig entliehen; er besaß im 11./12. Jahrhundert einen Hof in Hittfeld. Damit erfolgt eine Erinnerung an die mehr als 1000-jährige Geschichte einiger Gemeindeteile. Der Mühlstein steht für die zahlreichen früheren Wind- und Wassermühlen. Die 19 Segmente des Steins sind ein Hinweis auf die ehemals selbständigen Gemeinden, welche heute die Gemeinde Seevetal bilden. |

### Flagge
|  | 00Hissflagge: „Die Flagge der Gemeinde zeigt zwischen zwei grünen Streifen, die zur Flaggenbreite im Verhältnis 1:3 stehen, in Gold das Wappen.“ |

### Siegel
|  | 00Gemeindesiegel: „Das Dienstsiegel zeigt das Gemeindewappen mit der Umschrift „Gemeinde Seevetal, Landkreis Harburg“.“ |

### Städtepartnerschaft
Seevetal unterhält eine Partnerschaft mit der US-amerikanischen Stadt Decatur im Bundesstaat Illinois. Nach dieser ist auch die den Rangierbahnhof überspannende Brücke Decaturbrücke benannt. Diese verbindet die Ortsteile Maschen und Hörsten.

## Wirtschaft und Bildung
Seevetal verfügt über eine Vielzahl von kleinen und mittleren Unternehmen aus unterschiedlichen Branchen. Größere Unternehmen vor Ort sind die Regionalniederlassung samt Zentrallager von Aldi Nord in Ohlendorf, welches 2023 in die Nachbargemeinde Stelle umzieht. Daneben hat mit der Ostfriesischen Tee Gesellschaft (OTG) Laurens Spethmann Holding einer der größten europäischen Teeproduzenten seinen Firmensitz in Seevetal-Hittfeld. Eine große Produktionsstätte befindet sich im benachbarten Buchholz. In Ohlendorf befindet sich zudem mit der Behr AG ein Gemüsebaubetrieb, welcher Supermärkte und Discounter in ganz Norddeutschland mit Gemüse versorgt.
In Seevetal befinden sich auch landwirtschaftlichen Flächen und Unternehmen, die sich überwiegend dem Ackerbau und der Viehzucht widmen.
Bildung
Seevetal besitzt mehrere Grundschulen, eine Integrierte Gesamtschule, eine Oberschule sowie zwei Gymnasien. Die weiterführenden Schulen befinden sich in zwei Schulzentren in Hittfeld und Meckelfeld. An einigen Schulen wird zudem ein offenes Ganztagsangebot angeboten. Eine Musikschule mit Sitz in Meckelfeld gehört ebenso zum Angebot. Im Rahmen der Erwachsenenbildung bietet die Kreisvolkshochschule mit Hauptsitz in Maschen Weiterbildungsmöglichkeiten an. Im Schulzentrum am Peperdieksberg befindet sich zudem das Medienzentrums des Landkreises Harburg.

## Persönlichkeiten
- Der Puppenspieler Walter Büttner lebte und wirkte in Seevetal-Maschen und führte dort sein Theater Der Kasper aus der Heide.
- Der ehemalige Fußball-Nationalspieler Gert „Charly“ Dörfel lebt in Seevetal.
- Uschi Nerke, in den 1960er Jahren erste Moderatorin des Beat-Clubs von Radio Bremen, lebt in Seevetal im Ortsteil Maschen.
- Die Schauspielerin Sophie Schütt ist in Seevetal aufgewachsen.
- Die Countryband Truck Stop stammt aus Maschen.
- Cisco Berndt, Gründungsmitglied der Countryband Truck Stop, lebte bis zu seinem Tod 2014 im Ortsteil Maschen.
- Die Schauspielerin und „Mutter der Nation“ Inge Meysel lebte bis zu ihrem Tod 2004 in Bullenhausen.
- Die NDW-Sängerin Franziska Menke („Frl. Menke“) lebte in Maschen. Sie wohnt mittlerweile in Hamburg-Harburg.
- Der Bildhauer Gernot Huber war der Gründer des Skulpturenparks der Gernot-Huber-Stiftung in Seevetal-Ramelsloh.
- Claudia Preuß-Boehart, Politikerin (SPD), wurde in Fleestedt geboren.
- Der Schauspieler Patrick Müller ist in Maschen aufgewachsen.
- Der Theaterregisseur Nicolas Stemann ist in Maschen aufgewachsen und in Meckelfeld zur Schule gegangen.
- Bill Kaulitz und Tom Kaulitz von der Band Tokio Hotel wohnten vor ihrem Umzug nach Los Angeles im Ortsteil Fleestedt.
- Der Schauspieler, Hörbuch- und Synchronsprecher Uwe Friedrichsen lebte in Seevetal.
- Der Maler und Bildhauer Martin Irwahn lebte und arbeitete in Eddelsen. Er war Mitglied der Künstlergruppe Seevetaler Künstler 74.
- Die Bildhauerin und Malerin Sabine von Diest-Brackenhausen lebt und arbeitet in Helmstorf. Sie ist Gründungsmitglied der Künstlergruppe Seevetaler Künstler 74.
- Die Influencerin Caroline Daur kommt aus Seevetal.
- der Brigadegeneral Hans-Joachim Sachau wurde 1944 im Gemeindeteil Fleestedt geboren.

## Ehrenbürger
- 1976: Philipp Helbach, deutscher Politiker (SPD), MdL Niedersachsen, Bürgermeister von Meckelfeld (1946–1972)
- 1984: Hermann Meyer, erster Seevetaler Bürgermeister (1972–1984)
- 1999: Hans Meyer-Sahling, 1972 bis 1994 Ortsbürgermeister von Emmelndorf/Metzendorf
- 2007: Hermann Maack, 35 Jahre Gemeinderat, Ortsbürgermeister von Ohlendorf/Holtorfsloh

## Kultur und Sehenswürdigkeiten
- Rangierbahnhof Maschen
- Horster Mühle (Wassermühle aus dem Jahre 1529)
- Wassermühle Karoxbostel aus dem Jahre 1438
- Stiftskirche Ramelsloh
- Skulpturenpark der Gernot-Huber-Stiftung in Ramelsloh
- Hittfelder Kirche (Feldsteinkirche aus dem 12. Jahrhundert)
- Gemeindebücherei Seevetal (Zentralbücherei Meckelfeld)
- Waldgebiet „Höpen“ (178 Hektar, Landschaftsschutzgebiet), Lage hauptsächlich Fleestedt und Meckelfeld
- Seeve: ein rd. 42 km langer, linker Nebenfluss der Elbe, der Namensgeber der Gemeinde ist
- Seeveradweg: ein knapp 100 Kilometer langer Radweg entlang der Seeve, welcher in der Lüneburger Heide beginnt und an der Elbe endet. Der Seeveradweg durchquert viele Orte Seevetals und der umliegenden Gemeinden.[19]
- Hallonen-Rundweg (Maschen, Horst und Hörsten) – Schautafeln mit Informationen zu historischen Stätten, alten Höfen, Denkmälern und seltenen naturkundlichen Merkmalen der jeweiligen Orte[20][21]
- Junkernfeld in Hörsten: großes Schutzgebiet der Schachbrettblume.

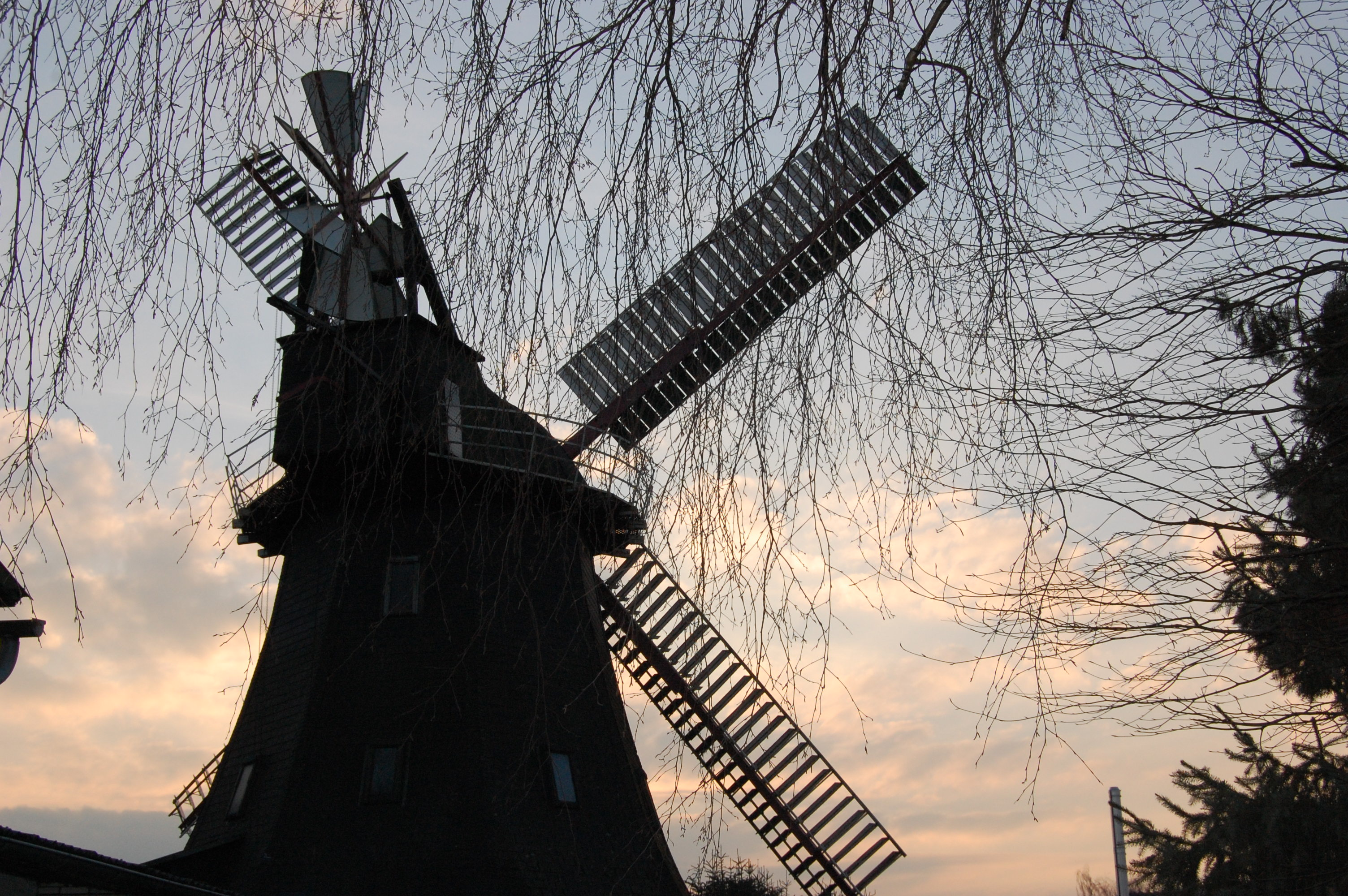
Mühle Hittfeld
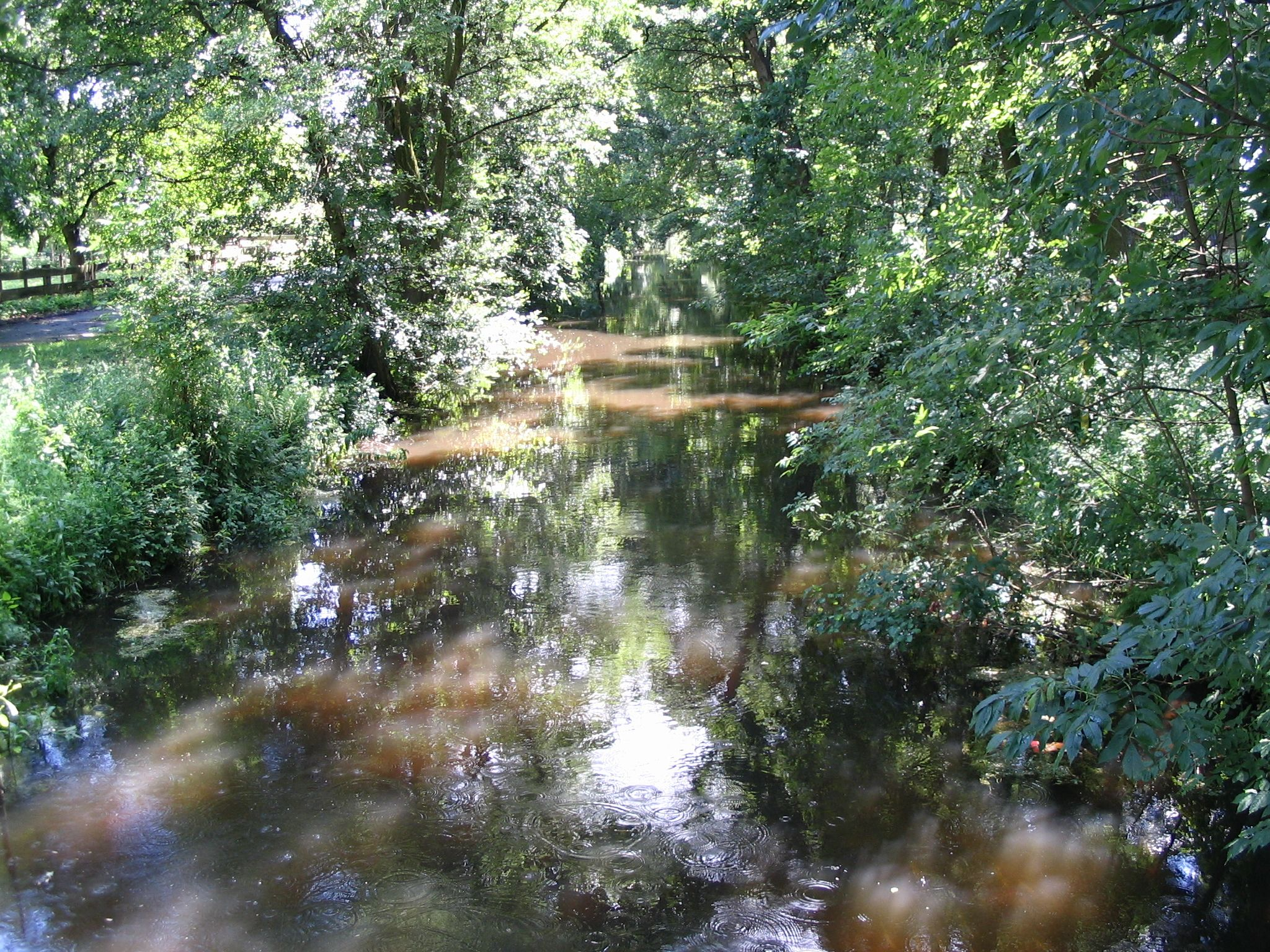
Seeve bei Meckelfeld
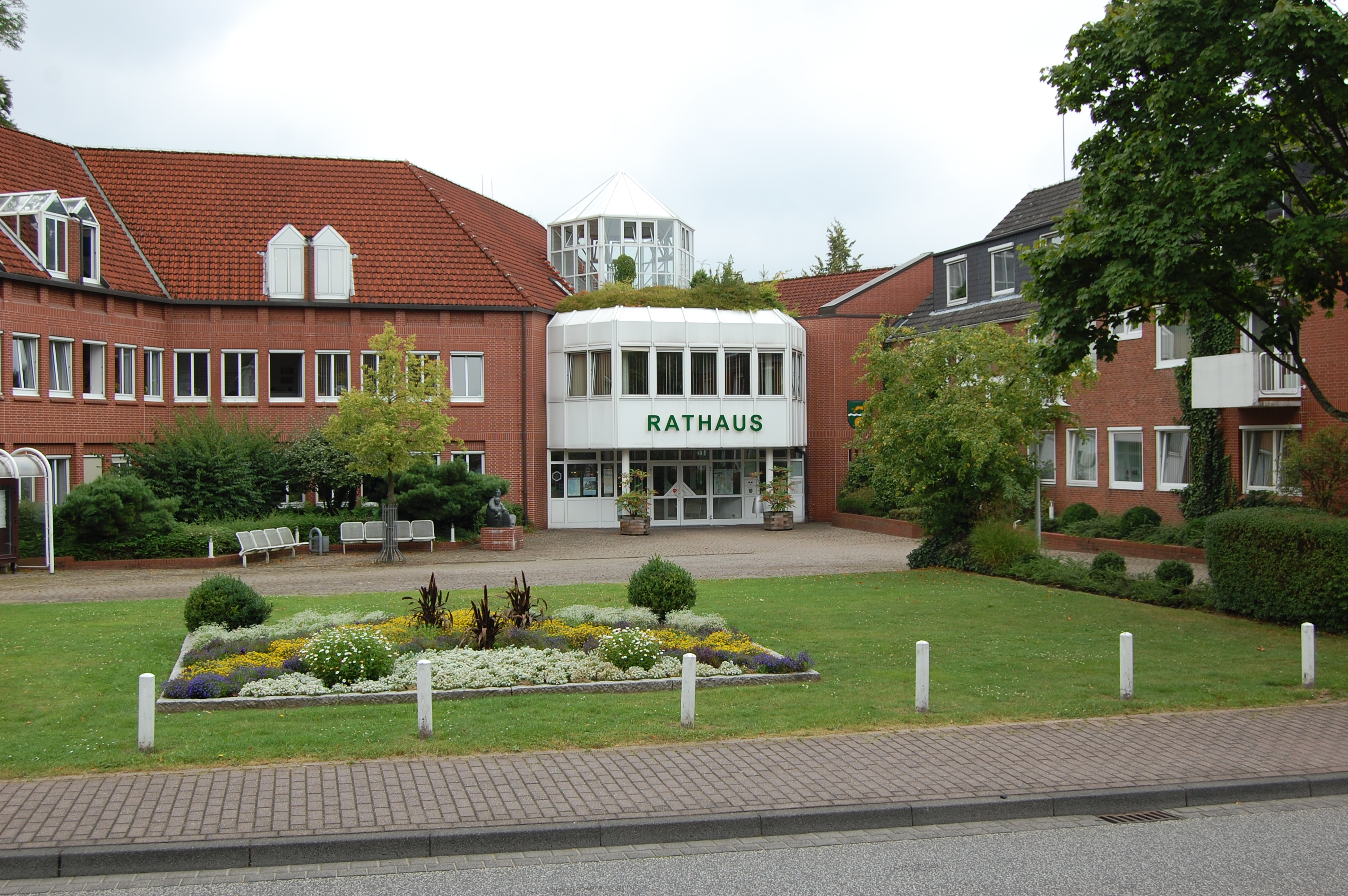
Hittfelder Rathaus
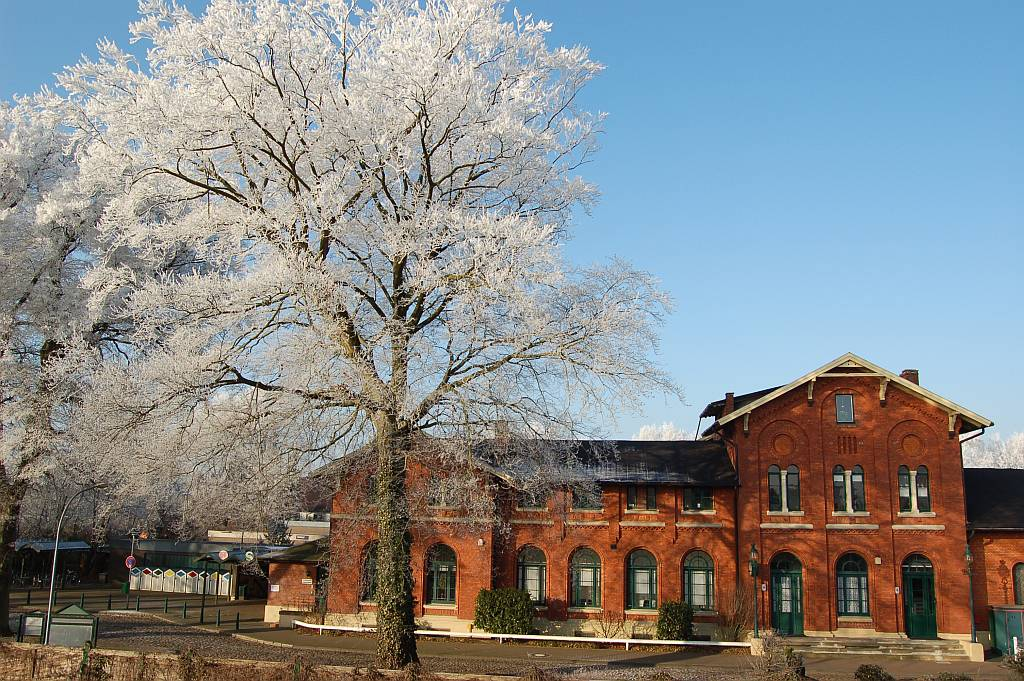
Emmelndorf
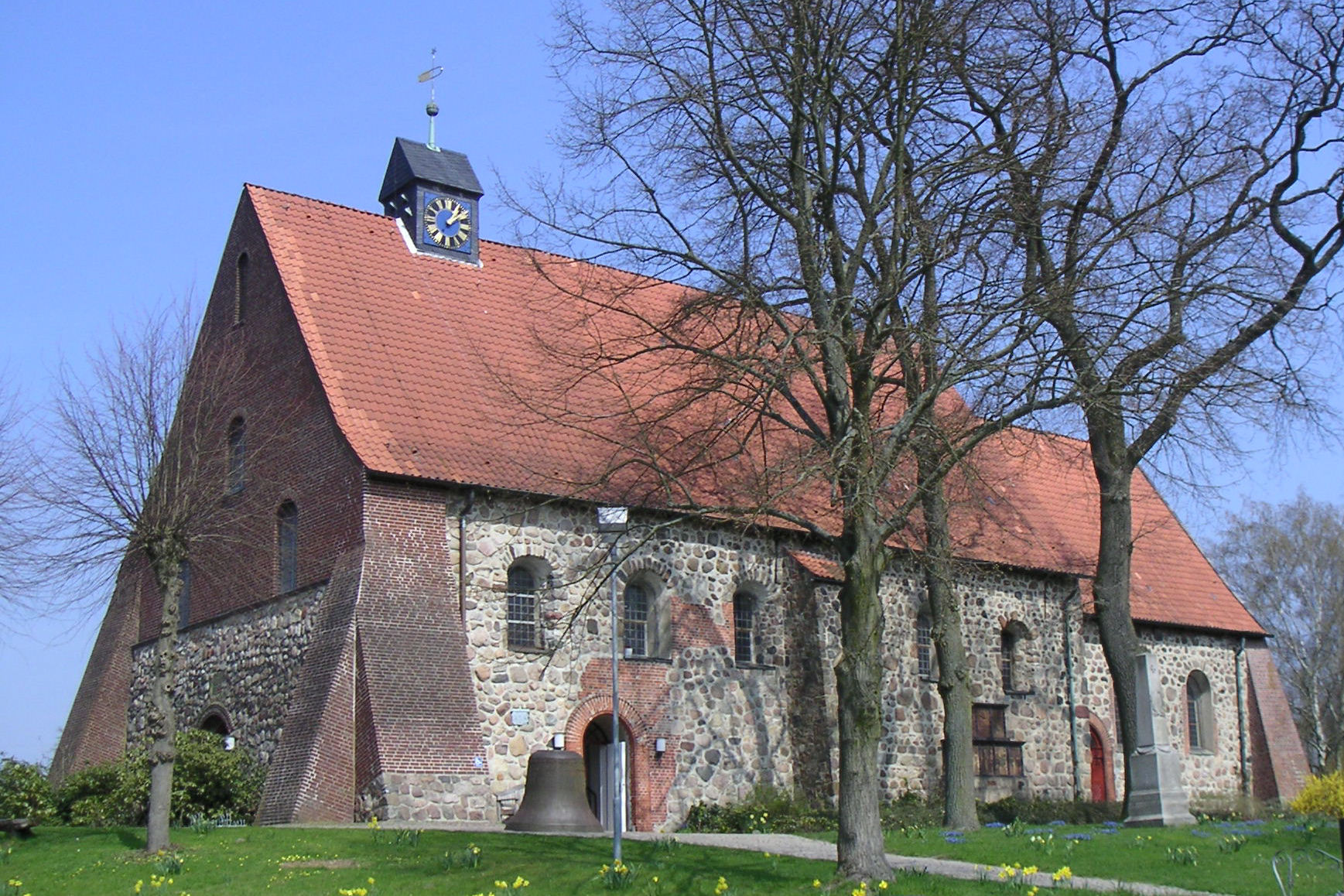
Hittfelder Kirche
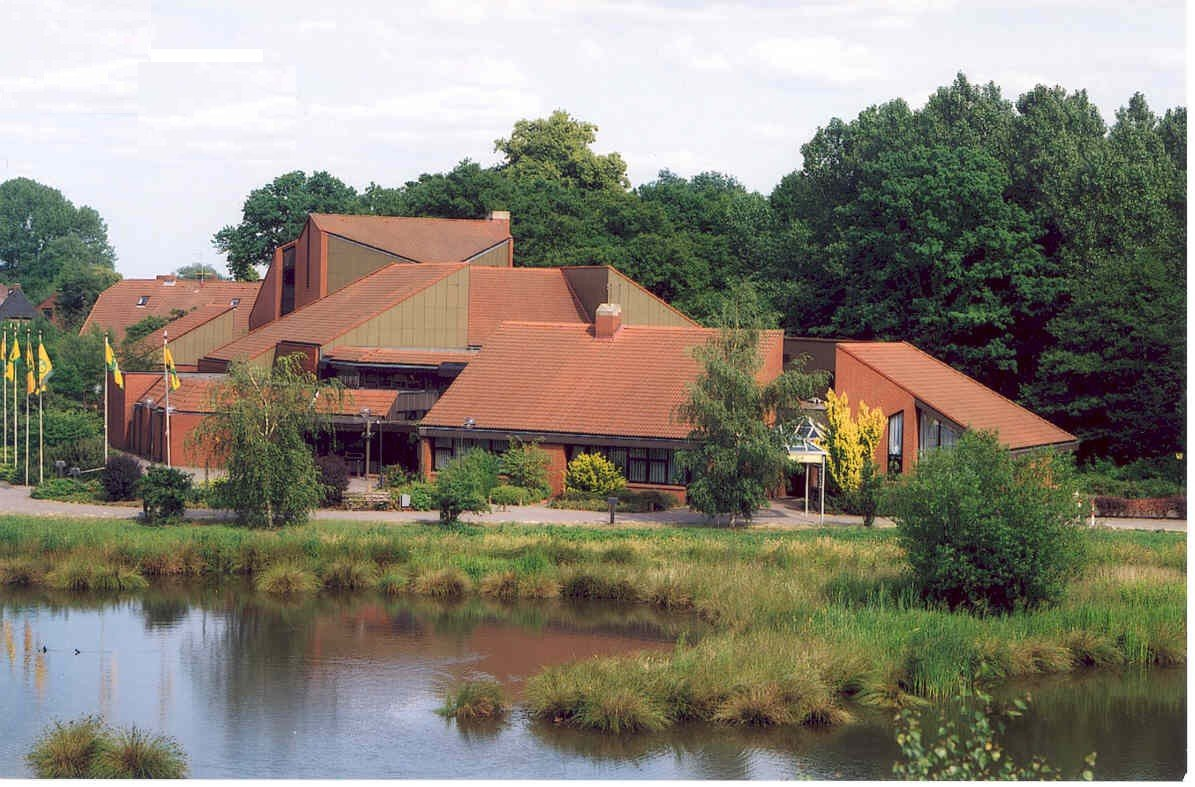
Burg Seevetal in Hittfeld

### Sport und Freizeit
In Seevetal ist eine Vielzahl unterschiedlicher Sportvereine ansässig, in denen von Fußball über Tennis bis Badminton und Judo nahezu jede Sportart und andere sportliche Aktivitäten wie Yoga oder Zumba angeboten werden.
Für Kinder und Jugendliche unterhält die Gemeinde zwei Jugendzentren in Meckelfeld („Meckziko“) und Maschen („Village“). Auch ein eigenes Ferienprogramm wird angeboten.
Im Ort Holtorfsloh, etwa 9 km südöstlich des Zentrums, betreibt der Luftsportverein Holtorfsloh das Segelfluggelände Holtorfsloh.
Größere Sportzentren befinden sich in Fleestedt (Mühlenweg) sowie in Meckelfeld.
Aufgrund des hohen Bedarfs an Kies für den Bau der Autobahnen und des Rangierbahnhofs gibt es eine Vielzahl an Seen im Gemeindegebiet. Der Pulvermühlenteich (Meckelfeld), der See im Großen Moor (Meckelfeld) sowie der See im Maschener Moor (Maschen) sind besonders im Sommer beliebte Badeziele. Darüber hinaus gibt es in Ramelsloh einen Badesee sowie in Hittfeld ein Freibad. Hallenbäder sind in Over und Hittfeld vorhanden. Die nördlichen Gemeindeteile Over und Bullenhausen bieten durch ihre Lage an der Elbe weitere Freizeitmöglichkeiten.